# Aspirantur
Aspirantur bezeichnet in der Sowjetunion und ihren Nachfolgestaaten (Russland, Ukraine, Kasachstan usw.) sowie in einigen Ländern Mittel- und Osteuropas eine Fortsetzung des Studiums mit dem Ziel, einen weiteren wissenschaftlichen Grad zu erlangen. Sie wird meist mit der Promotion zum Kandidaten der Wissenschaften abgeschlossen.
Die Aspirantur setzt auf den Universitätsabschluss (Diplom) auf. Sie wird in der Regel mit der Verteidigung einer ersten von zwei Doktorarbeiten, der Kandidatur-Dissertation, abgeschlossen. Diese Form der Ausbildung des pädagogischen und wissenschaftlichen Nachwuchses wurde 1925 in der Sowjetunion eingeführt und dauert als Präsenzaspirantur in der Regel drei Jahre, als Fern-Aspirantur vier Jahre. In dieser Zeit ist der Aspirant üblicherweise an einer Universität, einem zugelassenen wissenschaftlichen Forschungsinstitut oder einem Institut der Akademie der Wissenschaften als wissenschaftlicher Mitarbeiter tätig und legt in dieser Zeit mehrere Examen ab.
In der DDR wurde die wissenschaftliche Aspirantur im Dezember 1951 eingeführt und führte zu vielfältigen Möglichkeiten, die Promotion sowie die Habilitation auf dem direkten Wege oder als Externer abzulegen. Viele ausländische Studenten promovierten in der DDR im Rahmen einer Aspirantur. Eine direkte (= planmäßige) Aspirantur wurde in der Regel für Werktätige nach einem Studium eingerichtet und war meist mit einem Stipendium gekoppelt, welches sich bei Beschäftigten nach dem durchschnittlichen Nettoeinkommen richtete.
In der DDR schloss die wissenschaftliche Aspirantur mit der Promotion A oder der Promotion B ab. Die Promotion B ist mit der heutigen Habilitation vergleichbar.